# Мур'єль-де-ла-Фуенте
Мур'єль-де-ла-Фуенте (ісп. Muriel de la Fuente) — муніципалітет в Іспанії, у складі автономної спільноти Кастилія-і-Леон, у провінції Сорія. Населення — 80 осіб (2010).
Муніципалітет розташований на відстані близько 160 км на північний схід від Мадрида, 33 км на захід від Сорії.

## Демографія
Динаміка населення (INE ):